# Neues Rathaus (Weißenburg)

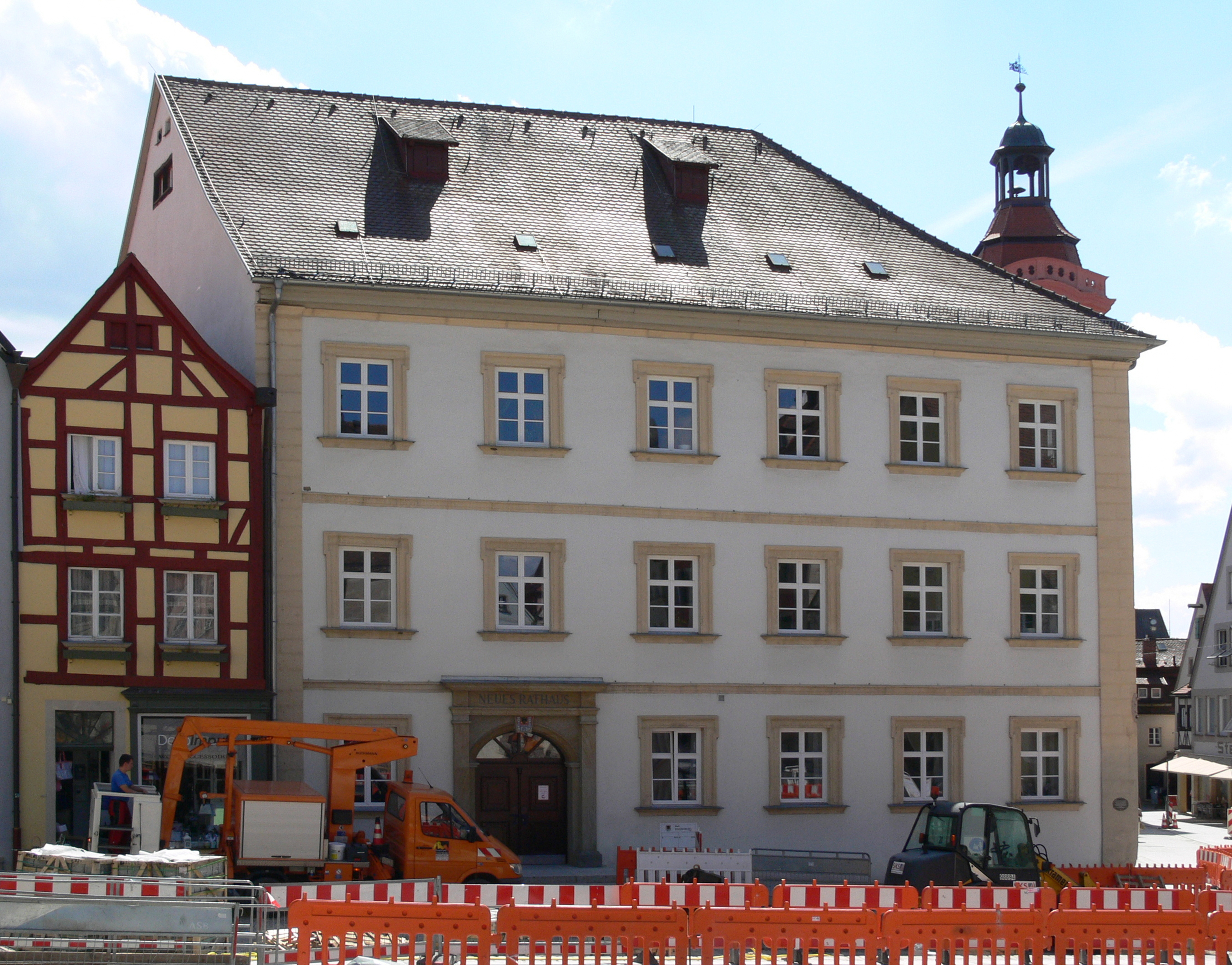
Neues Rathaus während Bauarbeiten 2012

Das Neue Rathaus der Stadt  Weißenburg  im  mittelfränkischen Landkreis Weißenburg-Gunzenhausen befindet sich nur rund 100 Meter vom Alten Rathaus entfernt, innerhalb der denkmalgeschützten Altstadt von Weißenburg. Das Neue Rathaus bildet die geografische Mitte der Altstadt. Das Gebäude hat die Adresse Marktplatz 19.
Der Vorgängerbau des Rathauses war eine Apotheke, die im Dreißigjährigen Krieg zerstört wurde. Am Ende des 17. Jahrhunderts wurde der erste bedeutende Barockbau Weißenburgs als Weinlokal namens Goldene Taube aufgebaut. In diesem Gebäude gibt es mehrere wertvolle, noch vorhandene Stuckdecken. Im 18. Jahrhundert wurde es zur Silbertressenmanufaktur. Nach der Insolvenz der Manufaktur 1828 kaufte die Stadt Weißenburg das Gebäude. Von 1834 bis 1905 befand sich im Gebäude das Finanzamt. Seit 1920 bildet es das Neue Rathaus der Stadt. Die Verwaltung Weißenburgs befand sich zuvor mehrere hundert Jahre lang im gotischen alten Rathaus am anderen Ende des Marktplatzes. Von 1996 bis 1998 wurde das Neue Rathaus renoviert.
Das dreigeschossige Hauptgebäude besitzt ein Walmdach. Das Neue Rathaus besteht neben dem Hauptgebäude aus dem Rentamtsgebäude und aus einer Ackerbürgerscheune. Die zweigeschossige Ackerbürgerscheune ist ein Bürgerhaus mit Satteldach und stammt aus dem Jahr 1468. Sie besitzt einen modernen, mehrfach ausgezeichneten Stahlglasbau. Zum Gebäude gehört auch ein Zwerchhaus aus der ersten Hälfte des 18. Jahrhunderts.